# Enneapterygius howensis
 Enneapterygius howensis és una espècie de peix de la família dels tripterígids i de l'ordre dels perciformes.

## Morfologia
- Els mascles poden assolir 3,5 cm de longitud total.[1][2]

## Hàbitat
És un peix marí de clima tropical i associat als esculls de corall que viu fins als 3 m de fondària.

## Distribució geogràfica
Es troba a l'Illa de Lord Howe.